# 高清海

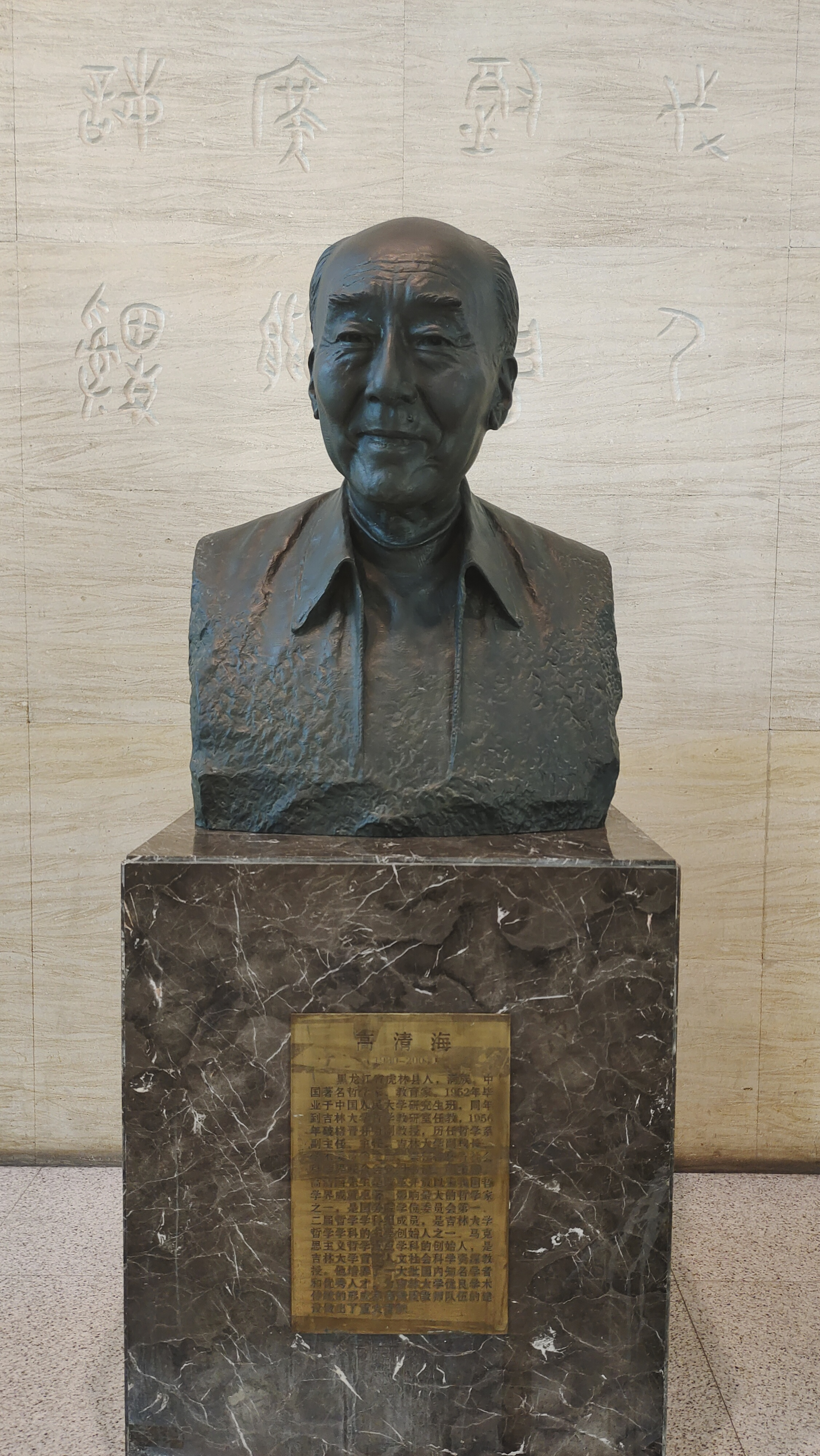
高清海塑像，位於吉林大學内

高清海（1930年1月4日—2004年10月14日），满族，原籍辽宁义县，生于黑龙江虎林，中国马克思主义哲学家、教育家，曾任吉林大学教授、博士生导师。